# Asmà bint Abi-Bakr
Asmà bint Abi-Bakr (àrab: أسماء بنت أبي بكر, Asmāʾ bint Abī Bakr) (morta el 863) fou filla del califa Abu-Bakr i de la seva dona Qutayla bint Abd-al-Uzza, dels Àmir ibn Luayy, i fou una companya del profeta Muhàmmad.
Era germanastra d'Àïxa bint Abi-Bakr i més gran que aquesta, i fou una de les primeres converses a l'islam. Fou coneguda per Dhat al-nitaqayn (‘la dels dos cinturons’) per haver tallat el seu cinturó per donar-li les dues parts al Profeta per tal de lligar el seu sac de provisions i un altre sac, quan el Profeta va haver de marxar de la Meca.
Fou l'esposa d'az-Zubayr ibn al-Awwam i la mare d'Abd-Al·lah ibn az-Zubayr, suposadament el primer infant nascut a la comunitat musulmana de Medina. Es considera que va tenir quatre fills i tres filles. Va morir a la Meca el 863.